# Phụng Dương Công chúa
Phụng Dương Công chúa (chữ Hán: 奉陽公主; 1244 - 1291) là một nữ quý tộc, một Công chúa nhà Trần. 
Tuy có danh vị Công chúa nhưng bà không phải là một hoàng nữ mà được Trần Thái Tông nhận nuôi, sau được phong làm Công chúa và gả cho con trai thứ hai của ông, Chiêu Minh vương Trần Quang Khải.

## Tiểu sử
Theo "Phụng Dương Công chúa thần đạo bi", một trong những thông tin cổ duy nhất còn sót lại về lai lịch Công chúa, thì bà là con gái của Tướng quốc Thái sư (không rõ tên) và Tuệ Chân phu nhân (không rõ lai lịch). 
Văn bia không hề ghi rõ tên bà là gì, và cũng không đề cập trực tiếp tên cha bà mà chỉ ghi Tướng quốc Thái sư. Theo nhiều suy đoán ban đầu, vị "Thái sư" này là Trần Thủ Độ, và nhận định Phụng Dương thuộc hàng cô của Trần Quang Khải. Thế nhưng khi tra xét lại, Trần Thủ Độ vào lúc qua đời đã truy phong làm Vương, truy tước ["Thượng phụ Thái sư"], và tuy ông sinh thời từng là Thái sư nhưng có tước danh khác hẳn (là Thái sư thống quốc hành quân vụ chinh thảo sư và Thống quốc thái sư). Xét trong Đại Việt Sử ký Toàn thư, các kỷ thời đại Trần Thái Tông và Trần Thánh Tông có đề cập đến Khâm Thiên đại vương Trần Nhật Hiệu, em út cùng mẹ của Trần Thái Tông, sinh thời là Thái úy, sau khi chết (năm 1269) thì được truy tặng là ["Tướng quốc Thái sư"], hoàn toàn khớp với chức danh của văn bia. Như vậy cha Phụng Dương Công chúa theo lý mà nói nên thì là Trần Nhật Hiệu hơn là Trần Thủ Độ. Như vậy thì Phụng Dương Công chúa là em họ Trần Quang Khải. 
Từ nhỏ, bà đã nổi tiếng thông minh và rất mực hiền hậu, được Trần Thái Tông đem về cung nhận làm con nuôi, cho phong hiệu Phụng Dương Công chúa. Từ đó Phụng Dương sống trong cung như một hoàng nữ.

## Gả cho Chiêu Minh vương
Khi trưởng thành, bà được gả cho Thượng tướng Thái sư Chiêu Minh vương Trần Quang Khải với nghi lễ dành cho hoàng nữ. Nhưng khi đó, Chiêu Minh vương Trần Quang Khải lại đang say mê một người thiếp nên lạnh nhạt với bà. Biết chuyện, Trần Nhật Hiệu và Tuệ Chân phu nhân từng nổi giận và tính bề đòi bà về lại nhà, nhưng bà kiên quyết từ chối vì cho rằng đó là đạo vợ chồng. 
Đương khi ấy, Chiêu Minh vương Trần Quang Khải có nhiều thê thiếp, nhưng danh nghĩa chỉ có Phụng Dương Công chúa là chính thất. Theo văn bia ghi nhận, Phụng Dương Công chúa đối xử với các thê thiếp của chồng hết sức bao dung. Bà cũng quán xuyến công việc, quản lý tiền bạc cho chồng khiến Trần Quang Khải hết sức hài lòng. Cùng với Linh Từ Quốc mẫu, bà là một phụ nữ quý tộc tiêu biểu của nhà Trần và được các sử gia ghi chép lại. Mùa đông năm Giáp Thân (1284), quân Nguyên sang đánh Đại Việt, Chiêu Minh vương xuống thuyền đi lánh giặc, nửa đêm trong thuyền xảy ra hoả hoạn. Lúc ấy Chiêu Minh vương đương ngủ, Công chúa ngờ là giặc đã tới nơi, đánh thức chồng dậy, đưa cho cái lá chắn và lấy mình che cho ông. Từ đó, bà rất được tán dương.
Bà hay có lòng nhân từ bác ái, không so sánh suy bì đích thứ, người nào có một chút công lao, thì biểu dương trước mặt Chiêu Minh vương; người nào mắc lỗi thì ghé tai bảo nhỏ, ỉm đi cái lỗi đó. Người đời xem đó là tấm lòng không ghen ghét đố kỵ của bà. Đối với người trong họ, bà thường hay nâng đỡ, nhưng với những người bất tài thì chỉ ban của cải chứ không cho chức gì cả. Cuối đời, Trần Quang Khải về nghỉ ở trang riêng tại phủ Thiên Trường, bà cũng theo ông về đấy.
Khoảng năm Tân Mão (1291), ngày 22 tháng 3, Phụng Dương Công chúa qua đời ở Thiên Trường, hưởng thọ 47 tuổi. Thôn Độc Lập, phủ Thiên Trường là nơi chôn cất của Công chúa. Ngày 11 tháng 4 năm Hưng Long nguyên niên (1293), là ngày chôn cất. Người chủ tang Công chúa là con trai thứ của bà Văn Túc vương, đến xin bài minh đem chôn cùng.
Bàn về những điều sở đắc của Thượng tướng Thái sư, để làm bài minh là Thiếu bảo Đinh Củng Viên. Nội dung bài minh ấy:
Làm thiện tất hưởng phúc chừ ấy lẽ thường tình,
Có lòng nhân ắt thọ chừ trời sao không linh?
Sống làm người hiền hạnh chừ chết sẽ lưu danh,
Làm dâu cửa nhà tướng chừ đời khen phúc lành.
Thôn tên là Độc Lập chừ nơi đặt mộ xanh,
Văn chẳng xánh Hàn quân chừ dám làm bài minh.
Nhân cách bà được chính Thái sư Trần Quang Khải đánh giá: "Làm điều thiện, nói điều nhân, sống nết na, chết lưu danh, vượng phu ích tử".

## Hậu duệ
Theo "Gia phả Trần tộc Nguyên Thiên Nghệ Tĩnh" do tác giả Trần Thanh San biên soạn năm 2001, và cũng theo nội dung của văn bia, thì Trần Quang Khải và Phụng Dương Công chúa có bảy người con, 4 trai và 3 gái. Tuy nhiên văn bia thực tế lại liệt kê có sự mâu thuẫn.
1. Người con trai trưởng mất sớm. Phụng Dương xót con nên nhận Quan nội hầu Quốc công (không rõ là ai) làm con nuôi.
2. Văn Túc vương Trần Đạo Tái, lấy Bảo Tư Công chúa là con của Tĩnh Quốc đại vương Trần Quốc Khang.
3. Vũ Túc vương (không rõ tên), lấy Bảo Châu Công chúa, con gái thứ ba của Trần Thánh Tông.
4. Quỳnh Huy Công chúa, con gái cả, húy Thụy Hữu, hai lần gả chồng đều không hòa hợp. Mất sớm.
5. Quỳnh Tư Công chúa, húy Thụy Nhu, lấy Kiểm hiệu Thái úy Tá Thiên đại vương Trần Đức Việp, con trai thứ của Thánh Tông. Mất sớm.
6. Quỳnh Bảo Công chúa, huý Thuỵ Ân, lấy Nhân Quốc vương (không rõ tên) là con trai trưởng của Tĩnh Quốc đại vương.
7. Quỳnh Thái Công chúa, húy Thụy Tư, làm vợ kế của Kiểm hiệu Thái úy.

Cháu của hai người tính cả nội ngoại là 13 người, trai 7 gái 6, đó là từ những người con dòng dõi đích xuất của Chiêu Minh vương Quang Khải. Trong đó Chân Từ Công chúa, không rõ tên, lấy con trai của Phán thủ Thượng vị Vũ Ninh hầu, tên là Chiểu.
Thái sư Trần Quang Khải và Công chúa Phụng Dương được thờ tại đình làng Cao Đài, Hội được tổ chức ngày 22 tháng 3 âm lịch (là ngày giỗ bà Phụng Dương) hàng năm ở làng Cao Đài, xã Mỹ Thành, huyện Mỹ Lộc, tỉnh Nam Định.